# Henrik Krogsgaard
Henrik Krogsgaard (født 27. april 1951) er en dansk kapelmester og komponist. Han har medvirket på diverse revy-scener landet over som kapelmester eller akkompagnatør og har skuespillet i forestillingerne, når der ikke var brug for ham i orkestergraven.
Han var kapelmester for Cirkus Revyen i 15 år og for dansk Melodi Grand Prix i firserne.
Onkel til entertaineren Rasmus Krogsgaard.